# Khaleej Syrte
Pour les articles homonymes, voir Al Khaleej.
Maillots
Actualités
Le Khaleej Syrte Sporting Club (en arabe : نادي خليج سرت الرياضي), plus couramment abrégé en Khaleej Syrte, est un club libyen de football fondé en 1963 et basé dans la ville de Syrte.

## Palmarès
| \| - Coupe de Libye (1) : - Vainqueur : 2007-08. - Supercoupe de Libye : - Finaliste : 2008 \| \| - Coupe de la Ligue de Libye (1) : - Vainqueur : 2007-08. \| |  |                                                           |
| - Coupe de Libye (1) : - Vainqueur : 2007-08. - Supercoupe de Libye : - Finaliste : 2008                                                                       |  | - Coupe de la Ligue de Libye (1) : - Vainqueur : 2007-08. |